# Alice Bellagamba
Pour les articles homonymes, voir Bellagamba.
 (juin 2025).
Si vous disposez d'ouvrages ou d'articles de référence ou si vous connaissez des sites web de qualité traitant du thème abordé ici, merci de compléter l'article en donnant les références utiles à sa vérifiabilité et en les liant à la section « Notes et références ».
Alice Bellagamba (née le 1er novembre 1987 à Jesi dans le Marches) est une danseuse et actrice italienne.

## Biographie

### Jeunesse
À 6 ans, Alice Bellagamba a commencé la patinoire avec l'ACLI, avant d'atteindre d'excellents résultats tant en individuel et couples. Elle arrive troisième au championnat italien et première en duo au championnat italien de l'ACLI. À 9 ans, elle a également commencé la danse moderne dans sa ville natale au gymnase « Linea Club », avec Carla Giacani et Romina Muzzi.
Trois ans plus tard, elle a suivi un cours à l'école de Florence - « Balletto di Toscana » et Opus, au cours duquel elle a été remarquée par Daniel Tinazzi, chorégraphe de renommée internationale. L'année suivante, à la suite d'une bourse allouée par la même école, Alice Bellagamba s'installe à Florence où elle fréquente l'école secondaire et étudie la danse.
À 15 ans, elle cesse de fréquenter l'école secondaire pour entrer dans un cours de danse professionnelle. Pendant ce temps elle perfectionne et approfondi ses études de danse avec des maîtres de renommée internationale tels que Fabrizio Monteverde, Daniel Tinazzi, Eugenio Scigliano, Arianna Benedetti, Mauro Astolfi, Stefania Di Cosimo, Dominique Lesdema, Silvio Oddi, Steve La Chance et Mauro Bigonzetti.
En 2002, elle rejoint la société jeune Junior Balletto di Toscana en tant que danseuse professionnelle et, plus tard l'Aterballetto, se produisant dans les principaux Théâtres de la république populaire de Chine, la Nouvelle-Zélande, le Mexique, les États-Unis, la Corée du Sud et en Europe.

### Carrière
Le 5 octobre 2008, elle rejoint l'émission la plus vue en Italie, Amici di Maria De Filippi. Elle est la seule danseuse en finale et se classe quatrième de cette huitième édition et emporté une bourse offerte comme prix par Tezenis.
La même année, elle fait ses débuts avec la comédie musicale Io Ballo, dirigée par Chicco Sfondrini et Patrick Rossi Gastaldi, avec une chorégraphie de Garrison Rochelle, avec les participants d'Amici di Maria De Filippi. Puis elle prend part au spectacle Amis tour la porte de la principale citè italien0
Elle a été remarquée par le réalisateur Rossella Izzo, pour une fiction écrit pour Canale 5, Il ritmo della vita.
En 2009, elle a joué dans la Balla con noi - let's dance, film réalisé par Cinzia Bomoll, sorti en 2011.
En 2010, elle a commencé à étudier avec Francesca Viscardi Leonetti et en juin a débuté au théâtre dans Il n'y a rien que je puisse faire basé sur le roman épistolaire de Pierre Choderlos de Laclos Les Liaisons dangereuses.
En 2010, Alice Bellagamba elle joue dans la fiction de Canale 5 Anna e i cinque 2, réalisé par Franco Amurri et en octobre de la même année, elle a commencé le tournage de la série télévisée Non smettere di sognare pour le réalisateur Roberto Burchielli. La série est diffusée à la télévision à partir de mars 2011.
Parallèlement à Non smettere di sognare, commence le tournage de la série télévisée Provaci ancora prof 4, dirigée par Tiziana Aristarco.
Aussi pour RAI 1 et produit par Luxvide réalisé par Giacomo Campiotti en 2012 en Tunisie de travail dans le drame Marie de Nazareth dans le sol de Salomé. La mini-série en deux parties seront ensuite transmises les 1er et 2 avril.
En 2012, elle a commencé le tournage de la sitcom de De Agostini dans le rôle du personnage principal, Talent High School - Il sogno di Sofia. La sitcom sera diffusée en Italie sur Super!.
Elle joue dans la deuxième saison d'Un passo dal cielo aux côtés de Terence Hill, Katia Ricciarelli, Francesco Salvi, Bermani Gaia Amaral, et d'autres.
En juin 2013, elle a été choisie par Leonardo Pieraccioni pour son nouveau film de Noël Un Fantastico Via Vai, où elle joue Clélia. En octobre de la même année, elle présente le grand gala de la sixième édition du Festival international de courts métrages « Corti and Cigarettes ». Le 19 décembre 2013 elle fait ses débuts en tant que présentatrice de télévision avec Marques Show! - Le salon de Alice sur TV Center Marches.
En 2014 elle présente, Il Gene dello sport avec Gene Gnocchi.
Le 30 août 2014, lors de la 71th édition le Mostra de Venise, elle est récompensée comme « Meilleure Actrice émergente » dans la première édition du « Prix International », dédié à Anna Magnani.
En 2015, dans le minisérie Pietro Mennea - La flèche du Sud, elle interprète Carlotta, le premier amour de l'athlète olympique Pietro Mennea.
À l'été 2015, elle a commencé à collaborer, sur le nouveau projet de Madonna « Hard Candy Fitness », enseignant régulièrement à Rome. En septembre de la même année, elle devient professeur de Danse moderne/Danse contemporaine, toujours à Rome, à la « Kledi Dance », école de danse de la célèbre danseuse Kledi Kadiu[Quoi ?], qui, soit dit en passant, est un homme.
Le 28 avril 2017, au Festival des tulipes en soie noire, elle présente son premier court-métrage intitulé « Last Chance », qu'elle a dirigé, écrit et dont elle a interprété l'un des rôles.
Le 10 mai 2018, sort au cinéma le thriller psychologique Le Grida del Silenzio dans lequel elle a un rôle.
Le 14 mars 2018, elle fonde la compagnie du Balletto delle Marche, dont elle est le directeur artistique, danseuse et chorégraphe.

### Engagements
Le 5 juin 2009, est participe bénévolement à la Fondation « G. Salesi Onlus », en fournissant sa propre image « avec le but d'exprimer la joie et la puissance de la vie » pour la recherche et améliorer la qualité de vie des enfants et des familles à l'hôpital et pour le soutien social des femmes et des enfants dans des conditions de malaise.

## Vie personnelle
Le 18 octobre 2014, après quelque peu de mois de fiançailles, elle se marie avec Andrea Rizzoli producteur, fils de l'actrice Eleonora Giorgi. Le 3 février 2016, Vanity Fair annonce leur séparation.

## Filmographie

### Actrice

#### Cinéma
- 2011 : Balla con noi - Let's Dance de Cinzia Bomoll : Erica
- 2013 : Un fantastico via vai de Leonardo Pieraccioni : Clelia
- 2015 : Torno indietro e cambio vita de Carlo Vanzina : Daniela
- 2018 : Le grida del silenzio de Sasha Alessandra Carlesi : Desirèe
- 2018 : Welcome Home, de George Ratliff : Isabella[3].

#### Courts-métrages
- 2012 : Just a cigarette
- 2012 : Angel de Maria Luisa Putti
- 2016 : Conosce qualcuno? de Daniel Bondì
- 2017 : Bad News de Matteo Petrelli
- 2017 : Last Chance de Alice Bellagamba
- 2018 : The Taylor de Emiliano Bengasi
- 2018 : Et in Arcadia Ego, de Hamid Davoodi

#### Télévision

##### Séries télévisées
- 2008-2009 Amici di Maria De Filippi
- 2009 : Amici - La sfida dei talenti
- 2011 : Anna e i cinque : Giada
- 2011 : Non smettere di sognare : Bianca
- 2012 : Provaci ancora prof! : Agente Valentina Grassetti / Valentina Grassetti
- 2012 : Un passo dal cielo : Miriam
- 2012-2013 : Talent High School - Il sogno di Sofia : Sofia Perri / Allegra De Magistriis
- 2014 : Che Dio ci aiuti : Flora
- 2014 : Un sacré détective : Alma

##### Téléfilms
- 2010 : Il ritmo della vita de Rossella Izzo : Elisa
- 2012 : Mary of Nazareth : Salomé
- 2015 : Pietro Mennea: La freccia del Sud : Carlotta
- Date inconnue : Badbarbies : Lana

### Réalisatrice

#### Courts-métrages
- 2017 : Last Chance

### Productrice

#### Courts-métrages
- 2017 : Last Chance

### Scénariste

#### Courts-métrages
- 2017 : Last Chance

### Présentatrice
- 2013 : Marche Show! - Il salotto di Alice
- 2017 : Inside The Spot

## Théâtre
- 2009 : Io Ballo, dirigé par Patrick Rossi Gastaldi
- 2010 : Non ci posso fare niente, dirigé par Francesca Viscardi Leonetti
- 2013 : Tempi moderni, dirigé par Giulia Grandinetti

## Compagnies de danse
- 2002-2004 : Junior Balletto di Toscana : danseur
- 2004-2008 : Aterballetto : danseur
- 2018-en cours : Balletto delle Marche : directeur artistique, chorégraphe et danseur

## Prix et distinctions
- 2014 : 71e édition de la Mostra de Venise, première édition du « Prix international » : Meilleure actrice émergente